# Sympherta antilope
Sympherta antilope är en stekelart som först beskrevs av Johann Ludwig Christian Gravenhorst 1829.  Sympherta antilope ingår i släktet Sympherta och familjen brokparasitsteklar. Arten är reproducerande i Sverige.

## Underarter
Arten delas in i följande underarter:
- S. a. sibirica
- S. a. alpicola